# Electronic Design Automation

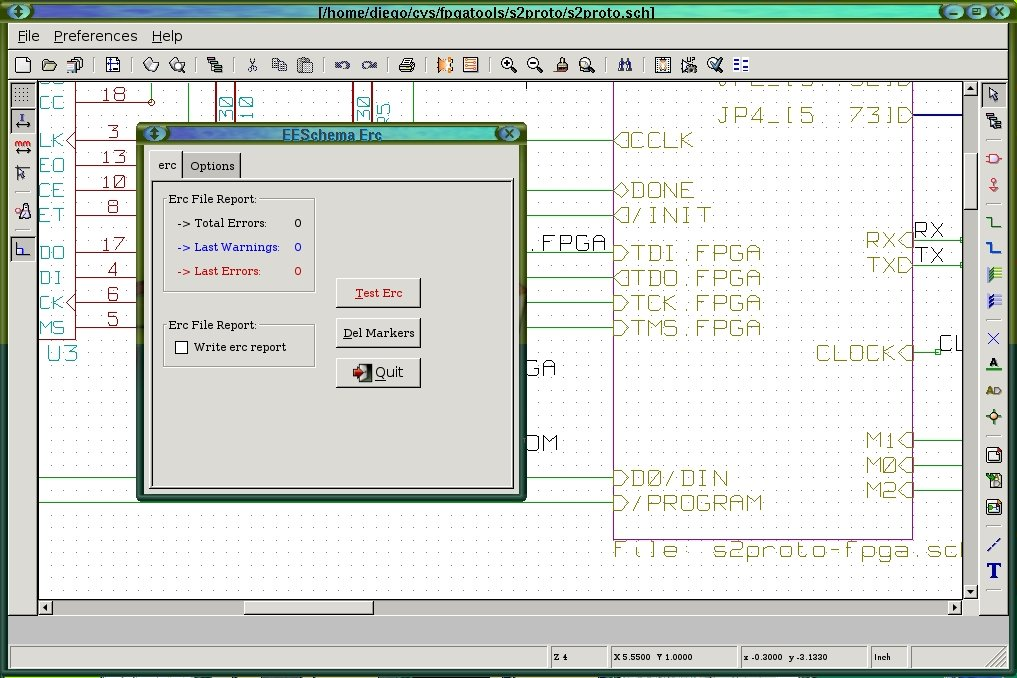
Schema Skapande Program (KiCad Eeschema)

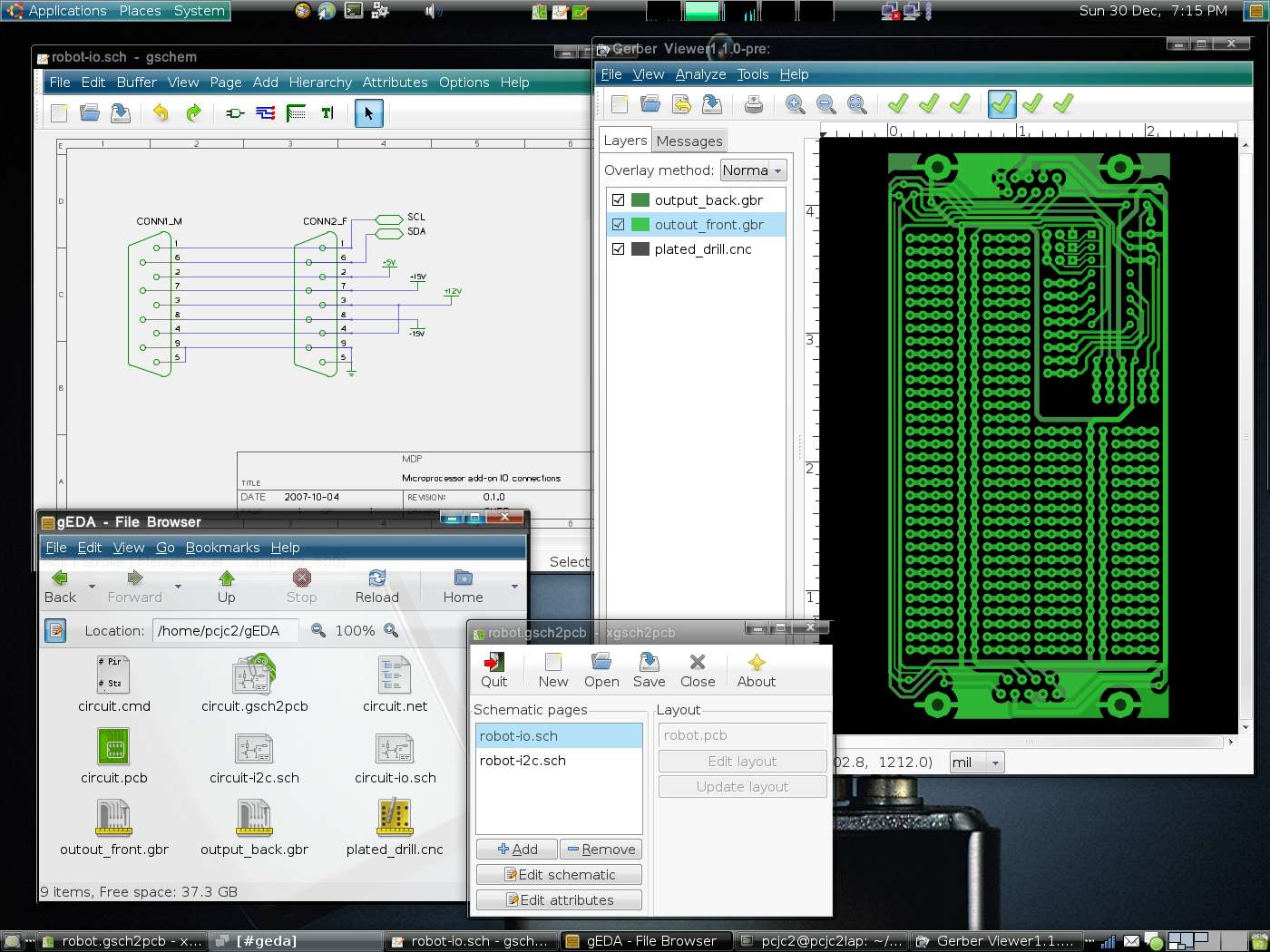
Gschem och Gerbv visar design av en enkel kontakt när den skapas med komponenter från gEDA

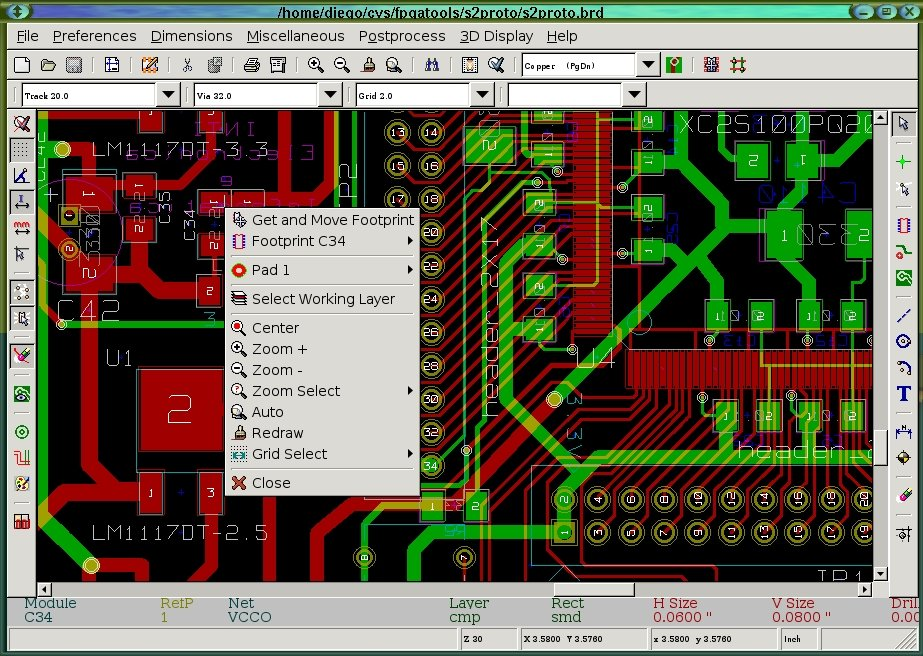
PCB layout program (KiCad PCBnew).

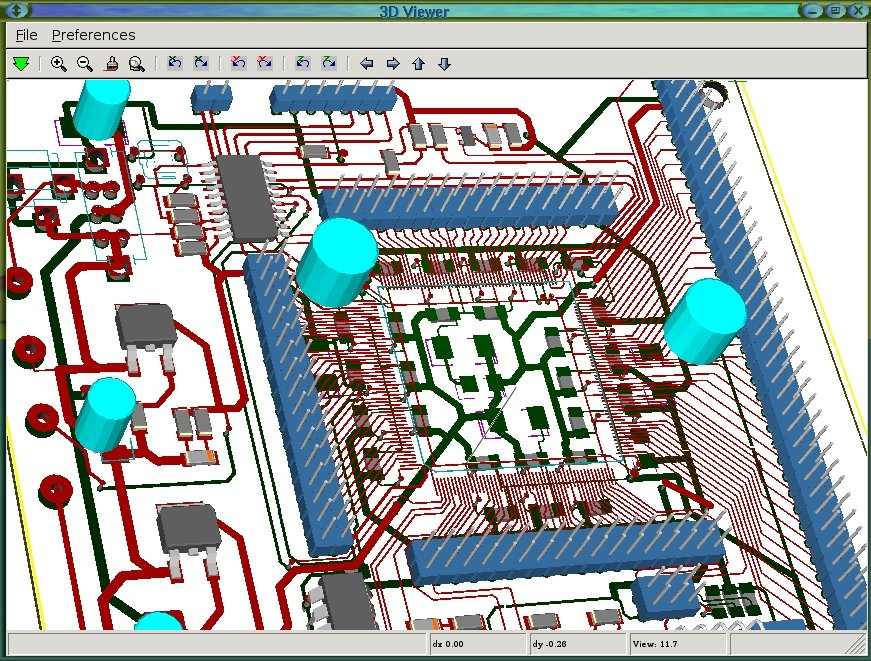
3D Vy. PCB layout program (KiCad PCBnew).

Electronic design automation (EDA) är en kategori av verktyg för design och konstruktion av elektroniska system från mönsterkort (PCB) till integrerad kretsar (IC). Detta benämns ibland som electronic computer-aided design (ECAD) eller bara CAD.

## Exempel på EDA program
- KiCad
- gEDA